# The origin of the harp
The origin of the harp (opus 13) is een compositie van Thomas Adès.
Adès haalde inspiratie voor dit werk uit het gelijknamige schilderij van Daniel Maclise dat hangt in de Manchester Art Gallery. Dat schilderij uit 1842 is weer geïnspireerd op een gedicht van Thomas Moore met wie hij bevriend was. Het verhaal voert weer terug op Ierse mythologie, waarbij een nimf of sirene vanuit de zee rijst en treurt om haar geliefde op land. De goden zagen hier in een teruggang en veranderden haar toen ze het land op liep in een harp. Bij de ontstijging uit het water leunt ze via haar rechterarm op een rots. Via die arm loopt vanuit zeewier en haar lichaamshaar water naar beneden. Het zouden de snaren van de harp verbeelden.
Adès vertaalde het schilderij naar een werk binnen de kamermuziek. Hij schreef het voor drie klarinetten, drie altviolen, drie cellisten en percussie; er komt dus geen harp in voor. Van oorsprong bestaat het werk uit vier korte delen:
1. Dolcissimo ed espressivo
2. Largo con moto
3. Spettrale
4. zonder titel.

Adès leidde zelf de wereldpremière op 6 oktober 1994, waarbij hij leiding gaf aan musici van het Hallé Orchestra ui Manchester. Hij omschreef het werk zelf als verfijnd, subtiel en romantisch.